# Bistum Guasdualito
Das Bistum Guasdualito ist eine in Venezuela gelegene römisch-katholische Diözese mit Sitz in Guasdualito.

## Geschichte
Papst Franziskus errichtete das Bistum Guasdualito am 3. Dezember 2015 aus Gebietsabtretungen der Bistümer San Fernando de Apure und Barinas. Es wurde dem Erzbistum Mérida als Suffragandiözese unterstellt. Erster Diözesanbischof war bis Januar 2025 Pablo Modesto González Pérez SDB.

## Territorium
Das Gebiet des Bistums umfasst die zum Bundesstaat Apure gehörenden Municipios José Antonio de Páez, Rómulo Gallegos und Muñoz, sowie das zum Bundesstaat Barinas gehörige Municipio Andrés Eloy Blanco.